# John D. F. Black
John Donald Francis Black (Pittsburgh, 30 de dezembro de 1932 – Los Angeles, 29 de novembro de 2018) foi um roteirista estadunidense mais conhecido por seus trabalhos no filme Shaft e em diversas séries de televisão, como por exemplo The Untouchables, Star Trek: The Original Series, Hawaii Five-O e Star Trek: The Next Generation.

## Biografia
Black nasceu em 30 de dezembro de 1932. Ele começou sua carreira em 1957 escrevendo o roteiro do filme de ficção científica The Unearthly, pelas décadas seguintes escrevendo episódios para várias séries de televisão como The Untouchables, The Fugitive, Mission: Impossible, Hawaii Five-O, The Mary Tyler Moore Show, The Streets of San Francisco e Charlie's Angels, bem como telefilme Wonder Woman. Black foi indicado em 1972 ao Prêmio Emmy do Primetime de Melhor Realização de Escrita Dramática – Roteiro Original pelo episódio "With a Hammer in His Hand, Lord, Lord!" de Mr. Novak. No cinema, seu principal trabalho foi coescrever o filme Shaft de 1971 junto com Ernest Tidyman, o autor do romance em que o filme foi baseado.
Black em 1966 atuou como produtor associado e editor de histórias nos primeiros dez episódios da série de ficção científica Star Trek: The Original Series. Junto com o produtor executivo Gene Roddenberry, ele reescreveu vários episódios, ajudando a definir o tom para o restante da série. Black também escreveu o roteiro de "The Naked Time", o quarto episódio da série, pelo qual foi indicado ao Prêmio Hugo de Melhor Apresentação Dramática. Ele retornou à franquia duas décadas depois em Star Trek: The Next Generation, recebendo créditos de história nos episódios "The Naked Now", uma sequência de "The Naked Time", e "Justice", este último sob o pseudônimo Ralph Wills. Black morreu em Los Angeles no dia 29 de novembro de 2018.